# Booby Island (ö i Saint Kitts och Nevis)
Booby Island är en ö i Saint Kitts och Nevis. Den ligger i parishen Saint George Basseterre, i den sydöstra delen av landet, 15 km sydost om huvudstaden Basseterre.